# Eiji Yoshikawa
Eiji Yoshikawa (吉川 英治 Yoshikawa Eiji?,  prefectura de Kanagawa, 11 de agosto de 1892-Tokio, 7 de septiembre de 1962) fue un novelista histórico japonés, probablemente uno de los mejores y más famosos autores del género. De entre sus más conocidas novelas, muchas son revisiones de obras anteriores. Fue influenciado principalmente por clásicos como Heike Monogatari, Genji Monogatari, Outlaws of the Marsh y El Romance de los Tres Reinos, muchos de los cuales fueron posteriormente narrados por él. Por ejemplo, Yoshikawa tomó el manuscrito del Taiko, de aproximadamente 15 volúmenes, para luego narrarlo en un lenguaje más sencillo y comprensible. Sus otros libros también tienen propósitos similares y, aunque muchas de sus novelas no son originales, creó una gran cantidad de obras y un renovado interés en la historia pasada. Fue premiado con el Orden de la Cultura en 1960 (el mayor premio para un hombre de letras), el Orden del Tesoro Sagrado y el Mainichi Art Award justo antes de fallecer de cáncer en 1962. Es reconocido como uno de los mejores novelistas históricos de Japón e incluso del mundo en su totalidad.

## Vida
Nació con el nombre de Hidetsugu Yoshikawa (吉川英次 Yoshikawa Hidetsugu) en la prefectura de Kanagawa, en lo que ahora forma parte de Yokohama. A causa del negocio fracasado de su padre, tuvo que abandonar la escuela primaria para trabajar con 11 años. Con 18, tras un grave accidente de trabajo en los muelles de Yokohama que casi le cuesta la vida, se trasladó a Tokio y se convirtió en aprendiz en un taller de lacado. Sobre esta época comenzó a interesarse en el cómic haiku. Se unió a una sociedad de poesía y comenzó a escribir cómic haiku bajo el pseudónimo de Kijiro.
En 1914, con Relatos de Enoshima, ganó el primer premio en un concurso de escritura de novelas patrocinado por la editorial Kōdansha. Se unió al periódico Maiyu Shinbun en 1921, y en el siguiente año comenzó a publicar sus series, comenzando con La vida de Shinran.
En 1923 se casó con Yasu Azukawa, en el mismo año en que sucedió el Gran Terremoto de Kantō. Su experiencia en el terremoto afianzó su resolución de hacer de la escritura su carrera. En los años siguientes publicó historias en diferentes publicaciones periódicas de Kodansha, que lo reconoció como su autor número uno. Utilizó 19 pseudónimos de escritor antes de adoptar el nombre de Eiji Yoshikawa. La primera vez que usó este nombre fue con la serie Sword Trouble, Woman Trouble. Su nombre se convirtió en una palabra de uso común tras la serialización de Secret Record of Naruto en el Osaka Mainichi Shinbun. Desde entonces, el apetito del público por su estilo de escritura épica era insaciable.
A principios de la década de 1930, su estilo se volvió introspectivo, reflejando los crecientes problemas que había en su vida personal. Pero, en 1935, con la serialización de Musashi en el Asahi Shinbun sobre el famoso espadachín Miyamoto Musashi, su estilo se afianzó en el género de la ficción épica histórica.
Tras el estallido de la Segunda Guerra Sino-japonesa contra China en 1937, el periódico Asahi Shinbun lo envió al campo de batalla como corresponsal. Durante este tiempo, se divorció de Yasu Akazawa y se casó con Fumiko Ikedo. Durante la guerra continuó escribiendo novelas y recibió algunas influencias de la cultura china. Entre las obras realizadas en este periodo se encuentran Taiko y su narración de El Romance de los Tres Reinos.
Al final de la guerra, dejó de escribir y se retiró, estableciéndose en Yoshino (actualmente Oumeshi) a las afueras de Tokio, pero pronto comenzó a escribir de nuevo, en 1947. Sus trabajos de la posguerra incluyen Nuevo Relato del Heike, publicado en el semanario Asahi (1950), y A Private Record of the Pacific War (1958).

## Obra
La editorial japonesa Kodansha publica en la actualidad una serie de 80 volúmenes: Yoshikawa Eiji Rekishi Jidai Bunko, o Eiji Yoshikawa's Historical Fiction in Paperback. Kodansha numera las series de la 1 a la 80.
- 1 - 剣難女難 (Kennan Jonan) - Sword Trouble, Woman Trouble
- 2 - 4 (en tres volúmenes) - 鳴門秘帖 (Naruto Hitcho) - Secret Record of Naruto
- 5 - 7 (en tres volúmenes) - 江戸三國志 (Edo Sangoku-shi) - The Three Kingdoms of Edo
- 8 - かんかん虫は唄う (Kankan Mushi wa Utau) - "Kan-kan the insect sings" and other stories
- 9 - 牢獄の花嫁 (Rougoku no Hanayome) - The Jail Bride
- 10 - 松の露八 (Matsu no Rohachi) - Rohachi of the Pines
- 11 - 13 (en tres volúmenes) - 親鸞 (Shinran)
- 14 - 21 (en ocho volúmenes) - 宮本武蔵 (Miyamoto Musashi)
- 22 - 32 (en once volúmenes) - 新書太閣記 (Shinsho Taiko ki) - Paperback Life of the Taiko
- 33 - 40 (en ocho volúmenes) - 三國志 (Sangoku shi) - Romance of the Three Kingdoms
- 41 - 42 (en dos volúmenes) - 源頼朝 (Minamoto Yoritomo)
- 43 - 上杉謙信 (Uesugi Kenshin)
- 44 - 黒田如水 (Kuroda Yoshitaka)
- 45 - 大岡越前 (Ooka Echizen)
- 46 - 平の将門 (Taira no Masakado)
- 47 - 62 (en dieciséis volúmenes) - 新家物語 (Shin Heike monogatari) - Nuevo relato del Heike
- 63 - 70 (en ocho volúmenes) - 私本太平記 (Shihon Taihei ki) - Private Record of the Pacific War
- 71 - 74 (en cuatro volúmenes) - 新水滸伝 (Shin Suikoden) - New Tales from the Water Margin
- 75 - 治朗吉格子 (Jirokichi Goshi) - "Jirokichi Goshi" y otras historias
- 76 - 柳生月影沙 (Yagyu Tsukikage sho) - "The Papers of Yagyu Tsukikage" and other stories
- 77 - 忘れ残りの記 (Wasurenokori no ki) - Record of Things Left Unforgotten
- 78 - 80 (en tres volúmenes) - 神州天馬侠 (Shinshu Tenma Kyo)

En España fueron publicados las sagas de Musashi y de Taiko por la editorial Martínez Roca, edición casi imposibles de encontrar hoy en día, pero una nueva editorial, Quaterni, ha comenzado a rescatar estas obras del olvido publicando de nuevo en castellano la saga de Musashi en 3 volúmenes que se encuentran a la venta en España.